# شاتروليت
شاتروليت هو موقع ويب أنشئ في 1 نوفمبر 2009، يقع مقره الرئيسي في روسيا، وهو متوفر باللغة الإنجليزية. أنشأ بغرض الدردشة على الإنترنت بحيث يجمع بين مستخدمين عشوائيين للمحادثات القائمة على كاميرا الويب. فيمكن لزوار الموقع بدأ محادثة عبر الإنترنت (نصية وصوتية وفيديو) مع زائر آخر في أي وقت. ويمكن لأي مستخدم مغادرة الدردشة عن طريق بدء اتصال عشوائي آخر. وفقًا لصحيفة نيويورك تايمز، فٳن الموقع شديد الإدمان. ففي فبراير 2010، وبعد بضعة أشهر من إنشاء الموقع، كان هناك حوالي 35000 شخص متصلين في نفس الوقت على شاتروليت. بعد التغييرات التي طرأت على المنتج في ربيع عام 2020، وعززتها جائحة فيروس كورونا، تضاعف عدد مستخدمي شاتروليت أكثر من الضعف بين عامي 2019 و2020. ونظرًا لإعادة إطلاق الدردشة الكبيرة في يونيو 2020، بما في ذلك ميزات جديدة ونظام أساسي أكثر موثوقية وحداثة، من المتوقع أن تنمو أعداد المستخدمين بشكل مستمر.

## الٳنشاء
تم إنشاء موقع شاتروليت على الإنترنت بواسطة أندري تيرنوفسكي سنة 2009، وقد كان طالباٞ بالمدرسة الثانوية يبلغ من العمر 17 عامًا، ويسكن في موسكو بروسيا. يقول تيرنوفسكي إن الفكرة نشأت من محادثات الفيديو التي كان يجريها مع الأصدقاء على سكايب، وأنه كتب النسخة الأولى من شاتروليت في يومين وليلتين. اختار تيرنوفسكي اسم «شاتروليت» بعد مشاهدة فيلم صائد الغزلان، وهو فيلم من عام 1978 تدور أحداثه في حرب فيتنام، حيث يُجبر أسرى الحرب على لعب الروليت الروسي.
يقرن الموقع مستخدميه بشكل عشوائي، ويسمح لهم بكتابة الرسائل لبعضهم البعض أثناء مشاهدة كاميرا الويب الخاصة بالمستخدم الآخر. وقد كان للموقع في البداية 20 مستخدمًا، ثم تضاعف العدد يوميًا لفترة. يقول أندري تيرنوفسكي أنه لم يشهر أو ينشر موقعه للعامة بل بدأ الناس الحديث عن الموقع وانتشرت المعرفة به تدريجيًا عن طريق الحوارات اليومية. ومع ازدياد عدد المستخدمين النشطين، اضطر تيرنوفسكي إلى إعادة كتابة كود الموقع البرمجي بالكامل للتعامل مع المشاكل التي بدأت تظهر، والتي كان حلها هو الجزء الأكثر تحديًا في مشروعه. وعلى الرغم من توسع الخدمة، لم يستطع ضبط كل شيء بمفرده. فطلب تيرنوفسكي المساعدة من صديقه القديم فلاد كوستانيان، الذي ساعده في مشاريعه الجانبية.

## الٳنتشار
في نوفمبر سنة 2009، وبعد وقت قصير من إطلاق الموقع، كان شاتروليت يستقبل 500 زائر يوميًا. بعد شهر كان هناك 50،000 مستخدم. تم عرض الموقع في نيويورك تايمز والنيويوركر ومجلة نيويورك وفي صباح الخير يا أمريكا وتوش.0 وذا ديلي شو مع جون ستيوارت. وفي فبراير 2010، كان هناك حوالي 35000 شخص يستخدمون شاتروليت في نفس الوقت. وفي بداية شهر مارس تقريبًا، قدر تيرنوفسكي أن الموقع يضم حوالي 1.5 مليون مستخدم، حوالي 33٪ منهم من الولايات المتحدة و5٪ من ألمانيا.

## التمويل
تم تمويل مرحلة البداية من خلال استثمار بقيمة 10000 دولار من والدي أندري تيرنوفسكي، والذي سرعان ما سدده. اعتبارًا من مارس 2010، كان تيرنوفسكي يدير الموقع من غرفة نومه، بمساعدة أربعة مبرمجين كانوا يعملون عن بُعد، وكان الموقع مدعومًا من خلال روابط إعلانية لخدمة المواعدة عبر الإنترنت. ويستخدم الموقع العديد من الخوادم الراقية الموجودة جميعها في فرانكفورت بألمانيا.

## وصلات خارجية
- الموقع الرسمي